# 華膳空廚
華膳空廚股份有限公司（英語：China Pacific Catering Services Ltd.）簡稱華膳，前身為圓山空廚，主要由中華航空與太古集團合資成立，主要提供華航空中餐品與免稅商品及國泰航空部分台港航線之餐品之勤務。

## 外部連結
- 華膳空廚 （页面存档备份，存于）（繁體中文）